# Ispas
Ispas (ukrainisch Іспас; russisch Испас) ist ein Dorf in der ukrainischen Oblast Tscherniwzi mit etwa 3000 Einwohnern (2006).

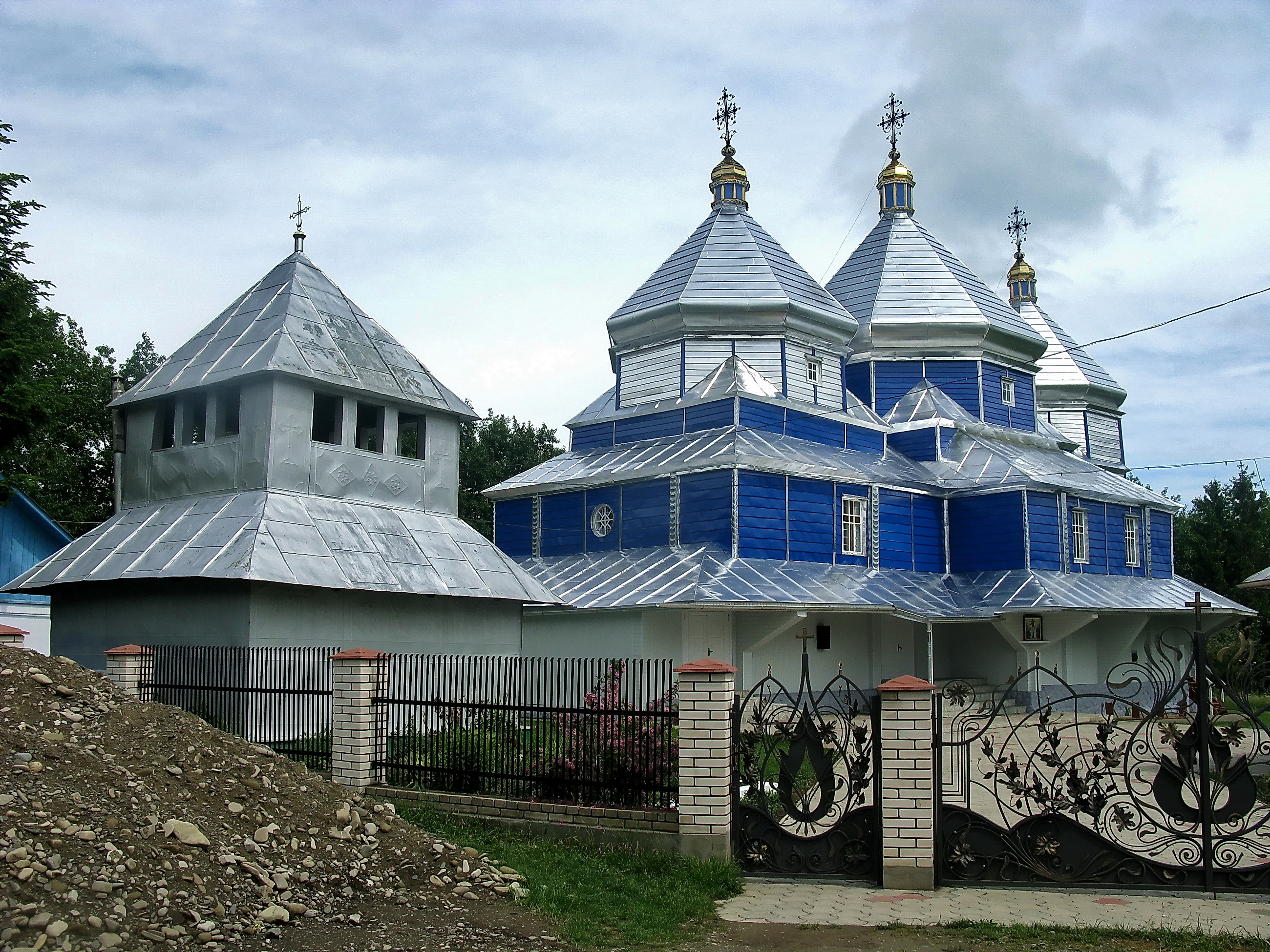
Kirche im Dorf

Das Dorf liegt auf 325 m Höhe am rechten Ufer des Tscheremosch sowie an der Territorialstraße T–26–01 an der Grenze zur Oblast Iwano-Frankiwsk 9 km nordöstlich vom Rajonzentrum Wyschnyzja und 62 km westlich vom Oblastzentrum Czernowitz.
Am 16. September 2016 wurde das Dorf ein Teil der neu gegründeten Stadtgemeinde Wyschnyzja im Rajon Wyschnyzja, bis dahin bildete es zusammen mit dem Dorf Majdan (Майдан) die Landratsgemeinde Ispas (Іспаська сільська рада/Ispaska silska rada) im Norden des Rajons.